# 小田急ピポーの電車
「小田急ピポーの電車」（おだきゅうピポーのでんしゃ）は、1961年10月に発表された、テレビコマーシャル向けに製作された楽曲である。

## 概要

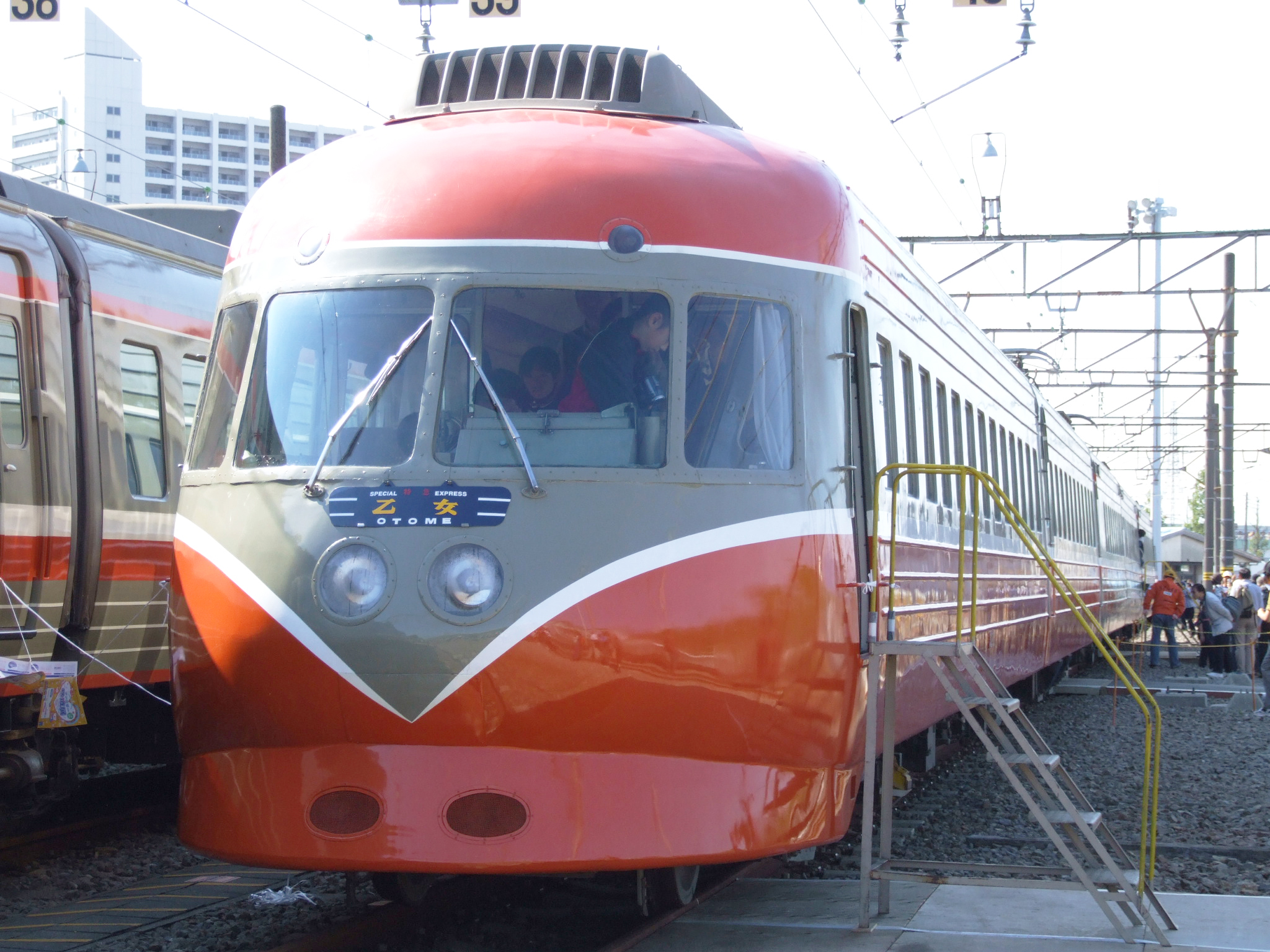
小田急ピポーの電車、小田急ロマンスカー3000形SE

1961年、小田急電鉄は箱根観光の旅客誘致並びに小田急ロマンスカーの宣伝を目的として、作曲家の三木鶏郎にコマーシャルソングの製作を依頼した。これを受けて三木は作詞、作曲を自身で手がけ、「小田急ピポーの電車」を完成させた。
歌唱は実力派として知られるコーラスグループのボニー・ジャックスとデュオ歌手のザ・ピーナッツであった。
当時のテレビコマーシャルは2分以上のものも数多く、小田急は3分コマーシャルであったので、ほぼフルコーラスで流されていた。
なお「ピポー」とは当時運行していたロマンスカー3000形の警笛（ミュージックホーン）の音のことである。
「モヤモヤさまぁ〜ず2」（テレビ東京系）で小田急線や箱根登山鉄道沿線を訪れた場合、ほとんど必ずこの曲が背景音楽に使用される。

## 作成者
- 作詞・作曲:三木鶏郎